# Kamayagoundanpatti
Kamayagoundanpatti là một thị xã panchayat của quận Theni thuộc bang Tamil Nadu, Ấn Độ.

## Nhân khẩu
Theo điều tra dân số năm 2001 của Ấn Độ, Kamayagoundanpatti có dân số 12.165 người. Phái nam chiếm 48% tổng số dân và phái nữ chiếm 52%. Kamayagoundanpatti có tỷ lệ 61% biết đọc biết viết, cao hơn tỷ lệ trung bình toàn quốc là 59,5%: tỷ lệ cho phái nam là 69%, và tỷ lệ cho phái nữ là 54%. Tại Kamayagoundanpatti, 11% dân số nhỏ hơn 6 tuổi.